# Alberto Ramos Sesma
El general Alberto Ramos Sesma (25 de marzo de 1909, Zanatepec, Oaxaca, México-17 de marzo de 1967, Naica, Chihuahua, México) fue un militar, político y deportista mexicano. Fue medallista de bronce en los Juegos Olímpicos de Berlín 1936, representando a México en la competencia de polo. También fue diputado federal en la XXXIX Legislatura del Congreso de la Unión de 1943 a 1946.

## Primeros años
Alberto Ramos Sesma nació el 25 de marzo de 1909 en Santo Domingo Zanatepec, Oaxaca. Sus padres fueron Estela Sesma y Carlos Ramos Álvarez, quién fue presidente municipal de Zanatepec. Cursó la educación básica en Juchitán, donde se destacó por sus capacidades deportivas. Ingresó al Colegio Militar en 1928, donde obtuvo el rango de capitán. Destacó como jinete de polo, siendo integrante del equipo Marte, con el cual logró ganar el campeonato nacional en 1935.

## Juegos Olímpicos de 1936
En los Juegos Olímpicos de Berlín 1936, fue uno de los integrantes del equipo de polo de la delegación mexicana, junto con el mayor Juan Gracia Zazueta, el capitán Antonio Nava Castillo y el mayor auxiliar Julio Mueller Luján. Debido a la dificultad para el traslado de los caballos, solo cuatro naciones asistieron al evento. El primer encuentro, contra el equipo inglés, terminó en derrota para el equipo mexicano con un marcador de 13-11. El segundo partido, contra el equipo argentino, igualmente resultó en derrota de 15-5. El tercer encuentro fue contra el equipo húngaro, al cual lograron vencer con un marcador de 16-2. En el marcador final la delegación mexicana recibió la medalla de bronce, el equipo inglés la de plata y el argentino la de oro. Los Juegos Olímpicos de Berlín fueron los últimos en que se contempló el polo como deporte olímpico.
Posteriormente participó en otros encuentros internacionales de polo en Alemania, Argentina, Brasil, Colombia, Estados Unidos, Panamá y Perú. En 1938 volvió a ser campeón nacional con el equipo Marte. Llegó a ser dirigente de la Asociación de Polo de México.

## Diputado federal
Alberto Ramos Sesma fue diputado federal del Congreso de la Unión en representación del distrito 1 de Oaxaca durante la XXXIX Legislatura, del 1 de septiembre de 1943 al 31 de agosto de 1946 por el Partido de la Revolución Mexicana, que posteriormente se transformó en el Partido Revolucionario Institucional (PRI).

## Trayectoria militar
Alberto Ramos fue comandante del regimiento 11 de caballería de la Ciudad de México en 1943, año en que se postuló como diputado federal. Posteriormente, con el rango de teniente coronel, fue asignado a Ciudad Ixtepec, Oaxaca, en 1951. Para 1956 ya había sido ascendido a General brigadier, siendo asignado a Celaya, Guanajuato, y a Delicias, Chihuahua, donde fue nombrado encargado del criadero de caballos número dos.

## Vida privada
Ramos Sesma estuvo casado en dos ocasiones. De su primer matrimonio tuvo tres hijos: Alberto Ramos Pérez, Carlos Ramos Pérez y Estela Ramos Pérez. Su segundo matrimonio fue con Julieta Ríos, nativa de Reforma de Pineda, Oaxaca. Con ella tuvo dos hijos: Manuel Ramos Ríos y Julieta Ramos Ríos. Como padrino de boda tuvo al general Manuel Ávila Camacho, que en ese momento era presidente de México. Falleció el 17 de marzo de 1967 a los 57 años en Naica, Chihuahua, a causa de un accidente automovilístico.